# Burg Zwernitz
Die Burg Zwernitz ist eine in ihren Ursprüngen mittelalterliche Burganlage in der zum Markt Wonsees gehörenden Gemeindeteil Sanspareil im Landkreis Kulmbach, Regierungsbezirk Oberfranken in Bayern. Seit 1745 ist die Burg Bestandteil des von Wilhelmine von Brandenburg-Bayreuth geschaffenen Felsengartens Sanspareil.

## Geographische Lage
Die Felsenburg steht im Naturpark Fränkische Schweiz-Veldensteiner Forst im Dorf Sanspareil. Sie befindet sich auf einem schmalen Dolomitfels (ca. 500 m ü. NHN im Nordteil der Fränkischen Alb.) Sie ist von April bis Oktober für Besucher zugänglich.

## Geschichte

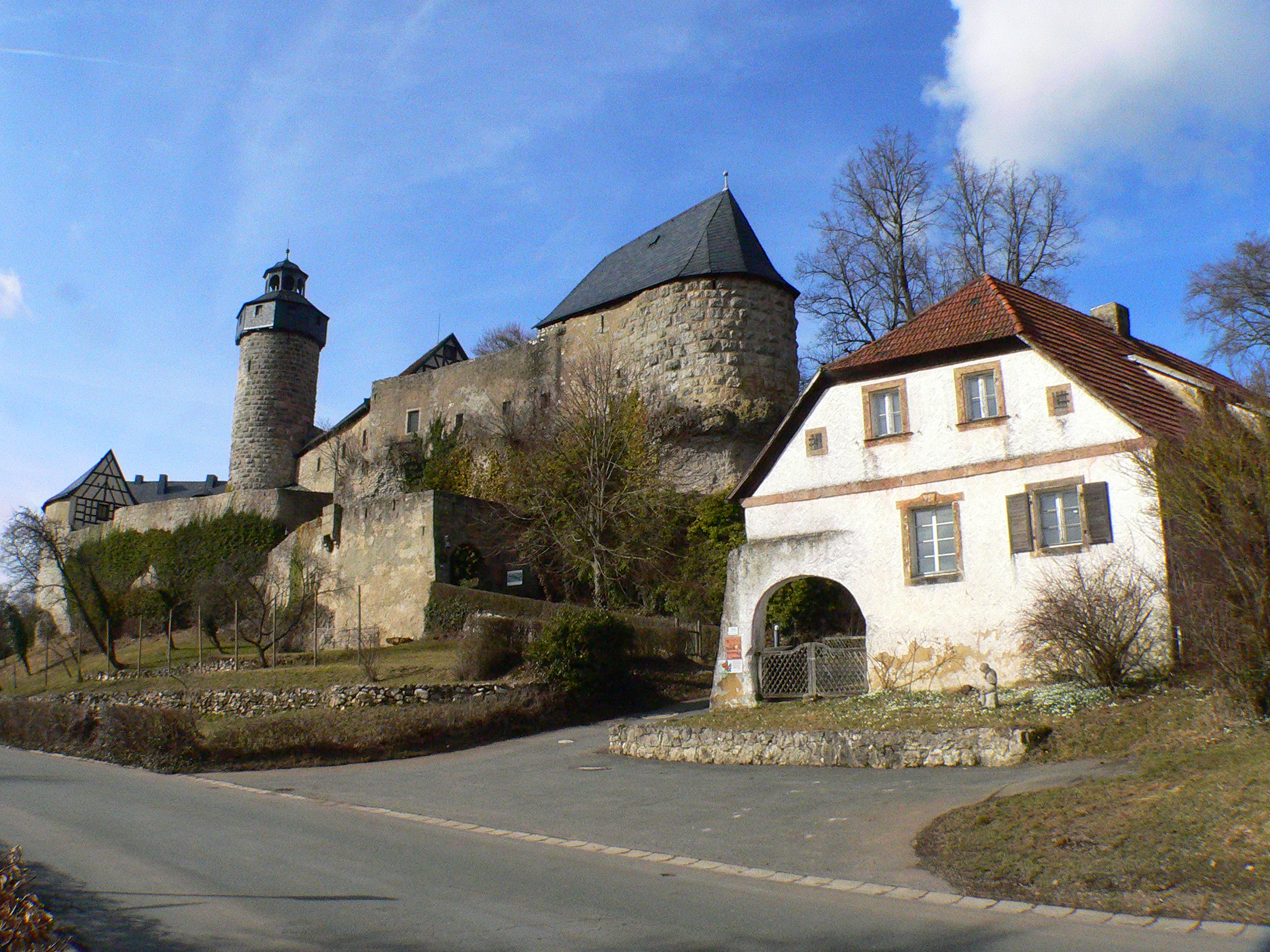
Südostansicht

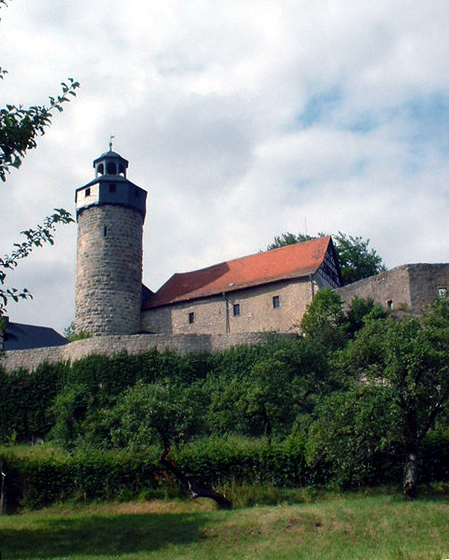
Hochburg Westhälfte

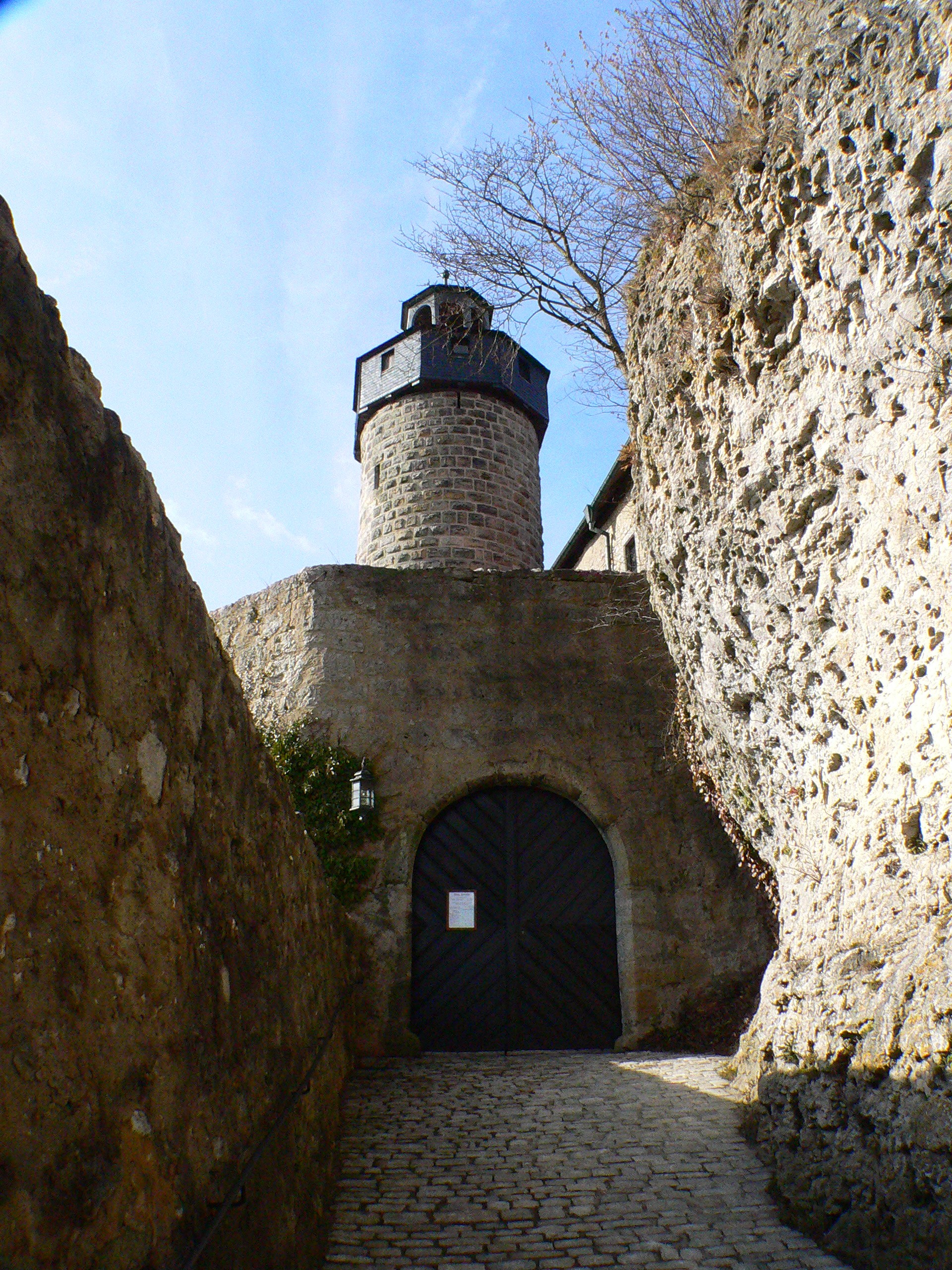
Aufgang zur Niederburg, Oberes Tor

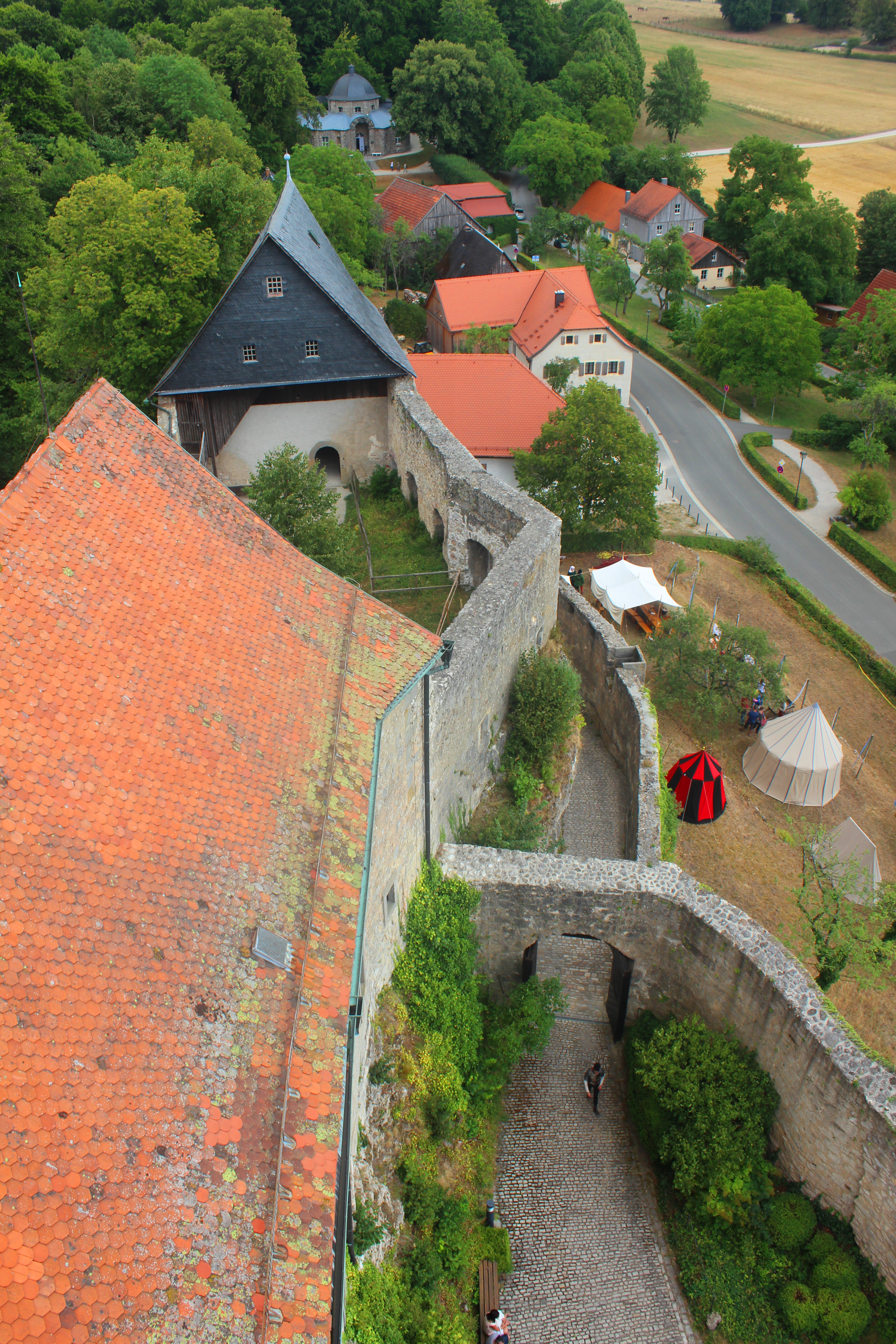
Blick vom Bergfried auf die Vorburg mit Morgenländischem Bau

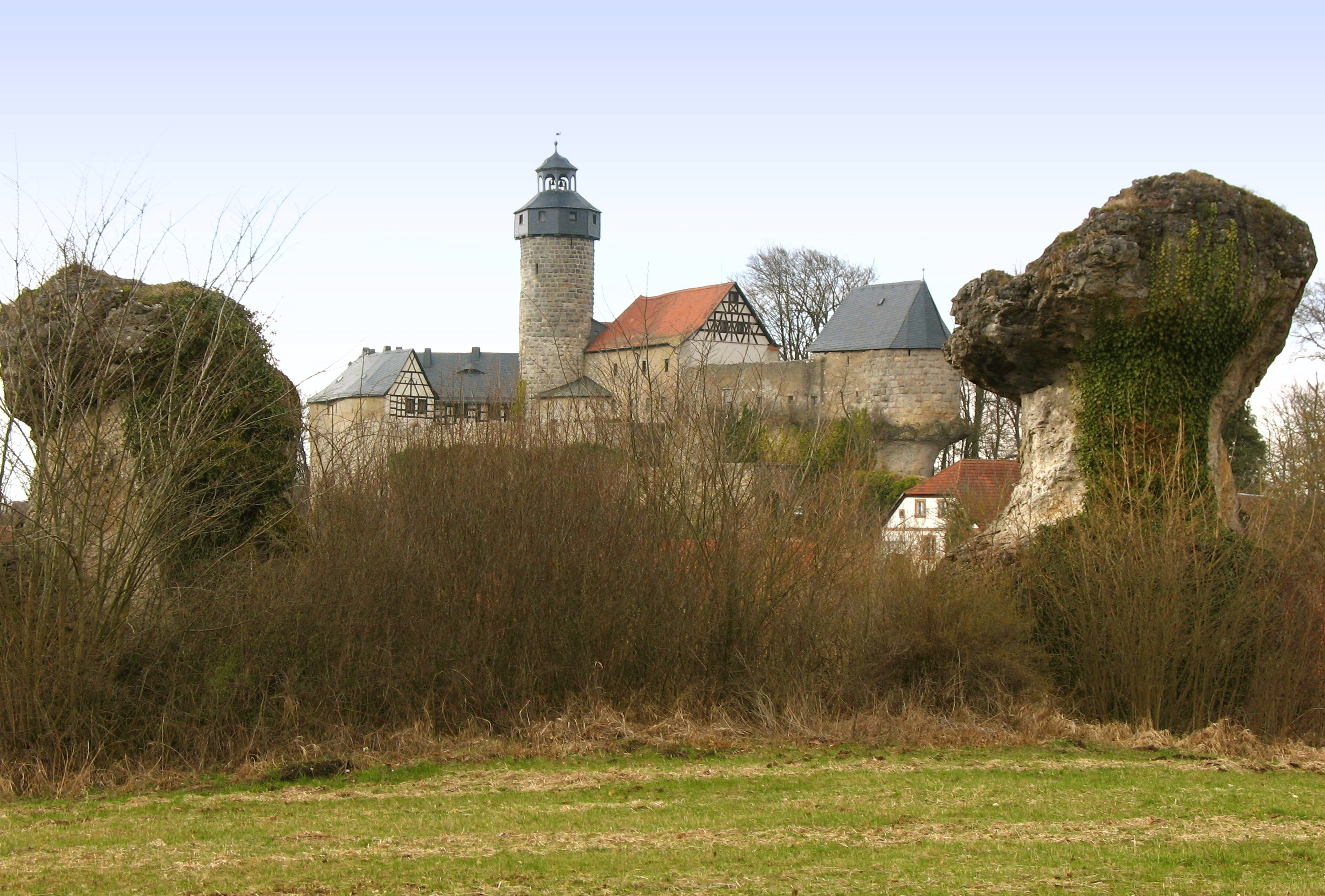
Burg Zwernitz

Die Burg war ursprünglich Sitz des edelfreien Geschlechts der Walpoten. Die Ersterwähnung ist nach Erich Bachmann 1156, nach anderen Quellen 1163. Die Walpoten Friedrich und Uodalrich nannten sich „de Zvernze“. Nachdem im Jahre 1235 letztmals Friedrich II. Walpoto auf Zwernitz eine Urkunde mit den Worten cognomine Walpot dictus de Zwerenz in Castro meo unterzeichnet hatte, war dann die Burg 1260 bereits im Besitz der Grafen Otto und Hermann von Orlamünde. 1290 verkaufte Graf Hermann von Orlamünde mit Zustimmung seines Bruders Otto die Burg an seinen Schwager, den Burggrafen Friedrich III. von Nürnberg, der Burgvögte einsetzte. Die Burg blieb über 500 Jahre im Besitz der Hohenzollern.

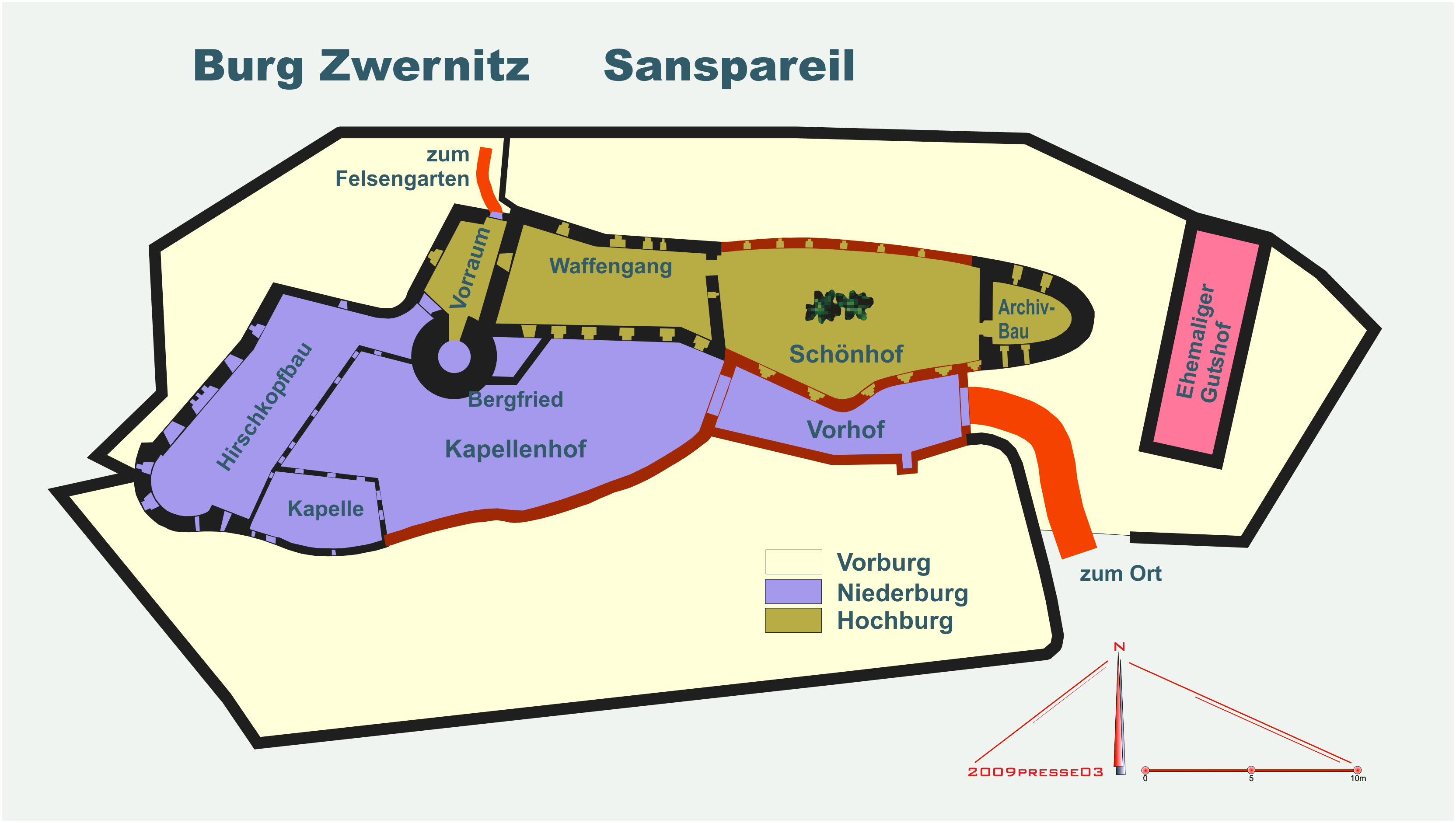
Grundriss Burg Zwernitz

Erstmals 1318 nachgewiesen, wurde Zwernitz Sitz eines burggräflichen, später markgräflichen Amtes und Halsgerichtes. Im Hussitenkrieg trafen sich am 6. Februar (nach anderen Quellen am 6. März) 1430 der Hussitenführer Andreas Prokop und Burggraf Friedrich VI. (als Kurfürst von Brandenburg Friedrich I.) auf der Burg Zwernitz und vereinbarten gegen hohes Lösegeld einen Waffenstillstand, worauf die Hussiten abzogen. Dem Bamberger Fürstbischof Friedrich III. von Aufseß blieb damit die Brandschatzung der von den Hussiten eingenommenen Stadt Bamberg erspart. Die zur Herrschaft gehörenden Gemeinden litten allerdings unter großer Armut, denn das Lösegeld wurde als „Hussitensteuer“ vom Volk eingetrieben.
Im Zweiten Markgrafenkrieg kam die Burg nicht so glimpflich davon. Die Truppen der Stadt Nürnberg unter dem Obristen Haug von Parsberg eroberten und zerstörten sie im November 1553 beim Durchzug zur Kulmbacher Plassenburg. Erst 17 Jahre später wurde sie notdürftig wieder hergerichtet. Ein weiteres Mal wurde die Burg 1632 im Dreißigjährigen Krieg von den Kroaten zerstört. Zwei Jahre später ordnete Markgraf Christian selbst die erneute Zerstörung an, um sie nicht noch einmal in die Hände feindlicher Truppen fallen zu lassen.
Ihre Funktion als Wehrbau verlor die Burg spätestens im 17. Jahrhundert. Markgraf Georg Friedrich Karl ließ die Dächer der Burg nach Weisung des Hofbaumeisters Johann David Räntz instand setzen und schließlich 1732 das Dach des Bergfrieds erneuern.

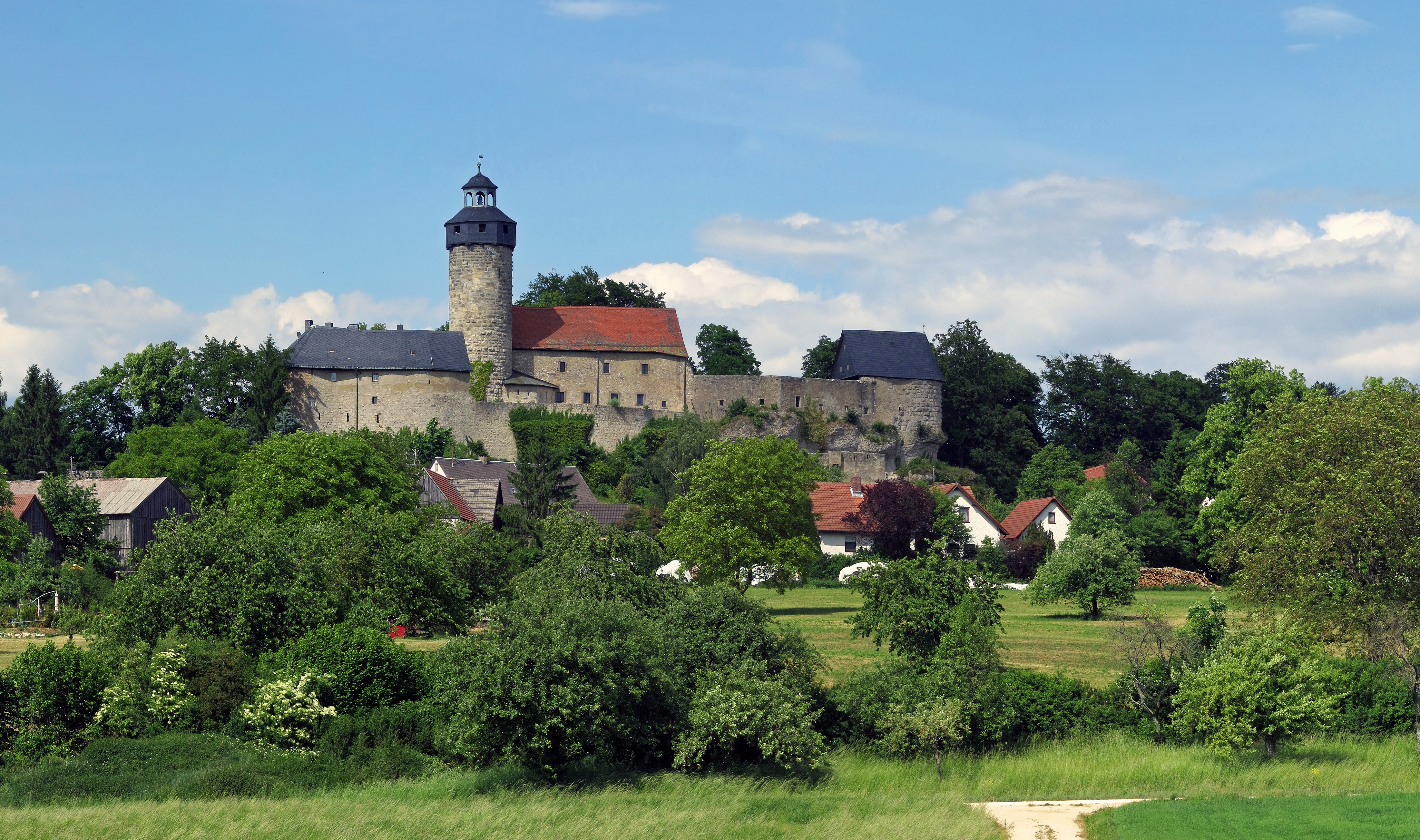
Südansicht

Markgräfin Wilhelmine von Brandenburg-Bayreuth hatte Mitte des 18. Jahrhunderts die Burg Zwernitz und den anschließenden Felsenhain als landschaftliches Kleinod entdeckt, um dort die Geschichte des Telemach als Landschaftsprogramm zu inszenieren. Im April 1745 wurde die Umgestaltung des Felsenhains in einen Landschaftsgarten begonnen. In diesem Zusammenhang wurde auch die Burg als romantische Staffage wieder instand gesetzt. 1746 verfügte Markgraf Friedrich die Umbenennung des Ortes und Amtes Zwernitz in Sanspareil (frz. ohnegleichen).
1791 hatte der letzte Markgraf abgedankt, das Markgrafentum Bayreuth war preußisch geworden und ab 1806 von kaiserlich-französischen Truppen besetzt. Zwernitz-Sanspareil kam 1810 mit dem gesamten hohenzollerschen Besitz an das Königreich Bayern.
Die Außenmauern und Gebäude der Vorburg sowie die Nebengebäude der Niederburg wurden fast gänzlich zu Beginn des 19. Jahrhunderts abgetragen. In der ersten Hälfte des 20. Jahrhunderts folgte eine Nutzung der Burg als Jugendheim. Seit 1942 wird sie von der Bayerischen Verwaltung der staatlichen Schlösser, Gärten und Seen betreut. Nach dem Ende des Zweiten Weltkrieges diente die Burg zur Aufnahme von Flüchtlingen. Danach wurde sie nach und nach saniert und 1963 konnten die ersten Schauräume geöffnet werden.

## Baubeschreibung
Die Burg Zwernitz gliedert sich in die Hoch-, die Nieder- und in die Vorburg. Die Hochburg steht auf dem schmalen linsenförmigen Plateau der Kalksteinklippe, während die ebenso schmale Niederburg die abfallende Südterrasse des Burgfelsens einnimmt.

### Vorburg
Die ehemalige Vorburg mit ihrem äußeren Mauerring umgab die Hoch- und Niederburg bis auf die steil abfallende westliche Schmalseite der Felsenklippe vollständig. Der Bering war gegen die Hauptangriffseite im Osten als Zwinger ausgeführt, der durch zwei flankierende halbrunde Türme zusätzlich gesichert wurde. Ein dritter Rundturm befand sich am südwestlichen Knie der Ringmauer. Von den Bauten der Vorburg sind nur noch Mauerreste erhalten.

### Niederburg
Der Zugang zur Niederburg erfolgt von der Vorburg aus durch das mit dem Wappen des Markgrafen Friedrich von Bayreuth geschmückte Untere Tor. Ein schmaler, hohlwegartiger Vorhof führt durch ein Torhaus in den Kapellenhof. An der südlichen Außenmauer des Torhauses ist ein Aborterker noch erhalten.
Den Kapellenhof begrenzen nach Süden hin auf der Felsenkante eine Wehrmauer und der Kapellenbau. Ursprünglich besaß die Mauer einen Wehrgang, wie man an einigen Kragsteinen sehen kann. Der Kapellenbau ist wie der anschließende Hirschkopfbau ein Fachwerkgebäude auf steinernem Sockelgeschoss mit Spitzbogenfenstern. Beide Gebäude sind in nachmittelalterlicher Zeit unter Verwendung der mittelalterlichen Ringmauer erneuert worden. Im Erdgeschoss des Hirschkopfbaus befindet sich ein bemerkenswerter Saal mit tiefen Nischenfenstern. Die Innenräume wurden vom 18. bis 20. Jahrhundert mehrfach verändert und neu ausgestattet.

### Bergfried
Der Bergfried, ein Rundturm von 34,5 Meter Höhe, 7,5 Meter Durchmesser und einer Mauerstärke von 2,5 Meter, verbindet am Zusammenstoß der Hoch- und der Niederburg beide Burgteile miteinander. Während das Fundament des Bergfrieds auf der unteren Felsenterrasse der Niederburg liegt, befindet sich seine Einstiegsöffnung auf dem Niveau der Hochburg. Nur die untere Hälfte des Bergfrieds stammt aus der Zeit um 1200. Die obere Hälfte wurde hauptsächlich im 18. Jahrhundert ergänzt und erneuert. Man erkennt dies an der Form der Quader und an den beiden barocken Kartuschen auf der Südwest- und Südseite, von denen eine das brandenburgische Wappen zeigt. Auf weitere Arbeiten am Turm deutet die Inschrift „Maurermeister J. G. Münch a. Thurnau 1851“ hin.
Den Bergfried, dessen Mauern von schmalen Schlitzen durchbrochen sind, krönt ein polygonaler, überkragender, hölzerner Aufbau mit acht Fenstern und einem Schieferdach mit Laterne. Der Rundblick vom Turm reicht vom „Bambergischen und Bayreuthischen bis hinauf in die Pfalz“ und „zu dem majestätischen Gebirge Böhmens“. Durch seine exponierte Lage gehörte der Bergfried schon im Mittelalter zu einem System von oberfränkischen Warttürmen, von denen aus gemäß der Wartordnung des Jahres 1498 durch Feuersignale vor aufziehenden Gefahren gewarnt wurde. Unterhalb des ehemaligen Einstiegs in 11,5 Meter Höhe über dem Fuß des Bergfrieds befindet sich das gewölbte Turmverlies mit einem Durchmesser von 2,65 Metern.
Eine in neuerer Zeit angelegte Treppe seitlich des Bergfrieds überwindet die Niveaudifferenz zwischen der Hochburg und der Niederburg.

### Hochburg
Über dem Ausgang des Vorraums zur Hochburg gibt die Jahreszahl 1550 an, dass sie überwiegend nachmittelalterlicher Herkunft ist. Bei ihrem Umbau fanden ältere Bauteile Verwendung. Der Vorraum ist nach Westen an das Obergeschoss des Hirschkopfbaus angebaut. An den Vorraum, der mit Rüstungen und Waffen ausgestattet ist, schließt sich der Waffengang mit Feuerlöschspritzen und Mörsern aus dem 19. Jahrhundert und verschiedenen Hieb- und Stichwaffen aus dem 16. bis 18. Jahrhundert an. Hier befindet sich auch eine mit Eisenblech verkleidete Geldtruhe aus dem 17. Jahrhundert. Drei Kammern sind mit Gemälden und Möbeln des 16. bis 18. Jahrhunderts ausgestattet.
Nach Osten zu schließt sich an den Waffengang der kleine, aber stimmungsvolle Schönhof an, der ursprünglich mehrere Bauten aufwies, wenn er nicht sogar ganz überbaut war. Zahlreiche in die hohen Ringmauern eingelassene Fenster deuten darauf hin.
An der Ostseite des Schönhofs steht bastionsartig auf einer weit überhängenden Klippe des Burgfelsens das Archivgebäude, früher auch als Zehentscheune bezeichnet. Das Buckelquadermauerwerk des Archivbaus ist wie beim Bergfried spätromanischer Herkunft.